# William Pollock
William Henry Krause Pollock (Cheltenham, 21 febbraio 1859 – Bath, 5 ottobre 1896) è stato uno scacchista inglese.

## Biografia
Medico di professione, pur essendo un dilettante di scacchi seppe misurarsi sempre onorevolmente con i più grandi maestri del tempo. Prese parte al torneo di Londra nel 1885 conseguendo un lusinghiero piazzamento che gli fruttò il quarto premio. Nel 1886 ottenne il suo maggior successo con il primo premio nel torneo di Belfast, dove lasciò dietro di sé maestri della forza di Joseph Henry Blackburne e Amos Burn. Due anni dopo si classificò quinto su diciotto partecipanti al torneo di Londra del 1888 organizzato dal Simpson Divan, piazzandosi davanti a Johannes Hermann Zukertort (già candidato al titolo mondiale nel 1886) ed al maestro statunitense James Mortimer. Sempre nel 1888, prese parte al torneo di Bradford dove arrivò al nono posto ex aequo con Henry Edward Bird e si prese la soddisfazione di sconfiggere Curt von Bardeleben, terzo classificato. Anche al grande torneo di New York del 1889 seppe classificarsi onorevolmente ottenendo l’undicesimo posto su venti partecipanti.
Nel 1895 si cimentò in un altro torneo di alto livello ad Hastings in cui, pur non figurando tra i primi (diciannovesimo su ventidue partecipanti), vinse le partite contro grandi avversari quali Siegbert Tarrasch, Wilhelm Steinitz, Henry E. Bird, Isidor Gunsberg e Adolf Albin.
Si misurò anche in alcuni matches individuali: nel 1890 sfidò Charles Moehle a New York superandolo di stretta misura (sette vittorie, sei sconfitte e una patta) e nel 1891 giocò contro Eugene Delmar a Skaneateles rimanendo sconfitto (tre partite vinte e cinque perdute).
Insieme a James Mason, scrisse un libro sul torneo di San Pietroburgo del 1895-1896. Dopo la morte, una raccolta di sue partite e di suoi problemi scacchistici fu pubblicata nel 1899 a Dublino dalla signora Thomas B. Rowland, con il titolo Pollock memories.

## Partite celebri
|   | a | b | c | d | e | f | g | h |   |
| 8 | a8 torre del nero · e8 re del nero · f8 alfiere del nero · h8 torre del nero · b7 pedone del nero · c7 pedone del nero · g7 pedone del nero · e6 alfiere del nero · f6 pedone del nero · h6 pedone del nero · a5 pedone del nero · f5 donna del nero · d4 donna del bianco · e4 cavallo del bianco · b3 pedone del bianco · a2 pedone del bianco · b2 alfiere del bianco · c2 pedone del bianco · f2 pedone del bianco · g2 pedone del bianco · h2 pedone del bianco · d1 torre del bianco · e1 torre del bianco · g1 re del bianco | a8 torre del nero · e8 re del nero · f8 alfiere del nero · h8 torre del nero · b7 pedone del nero · c7 pedone del nero · g7 pedone del nero · e6 alfiere del nero · f6 pedone del nero · h6 pedone del nero · a5 pedone del nero · f5 donna del nero · d4 donna del bianco · e4 cavallo del bianco · b3 pedone del bianco · a2 pedone del bianco · b2 alfiere del bianco · c2 pedone del bianco · f2 pedone del bianco · g2 pedone del bianco · h2 pedone del bianco · d1 torre del bianco · e1 torre del bianco · g1 re del bianco | a8 torre del nero · e8 re del nero · f8 alfiere del nero · h8 torre del nero · b7 pedone del nero · c7 pedone del nero · g7 pedone del nero · e6 alfiere del nero · f6 pedone del nero · h6 pedone del nero · a5 pedone del nero · f5 donna del nero · d4 donna del bianco · e4 cavallo del bianco · b3 pedone del bianco · a2 pedone del bianco · b2 alfiere del bianco · c2 pedone del bianco · f2 pedone del bianco · g2 pedone del bianco · h2 pedone del bianco · d1 torre del bianco · e1 torre del bianco · g1 re del bianco | a8 torre del nero · e8 re del nero · f8 alfiere del nero · h8 torre del nero · b7 pedone del nero · c7 pedone del nero · g7 pedone del nero · e6 alfiere del nero · f6 pedone del nero · h6 pedone del nero · a5 pedone del nero · f5 donna del nero · d4 donna del bianco · e4 cavallo del bianco · b3 pedone del bianco · a2 pedone del bianco · b2 alfiere del bianco · c2 pedone del bianco · f2 pedone del bianco · g2 pedone del bianco · h2 pedone del bianco · d1 torre del bianco · e1 torre del bianco · g1 re del bianco | a8 torre del nero · e8 re del nero · f8 alfiere del nero · h8 torre del nero · b7 pedone del nero · c7 pedone del nero · g7 pedone del nero · e6 alfiere del nero · f6 pedone del nero · h6 pedone del nero · a5 pedone del nero · f5 donna del nero · d4 donna del bianco · e4 cavallo del bianco · b3 pedone del bianco · a2 pedone del bianco · b2 alfiere del bianco · c2 pedone del bianco · f2 pedone del bianco · g2 pedone del bianco · h2 pedone del bianco · d1 torre del bianco · e1 torre del bianco · g1 re del bianco | a8 torre del nero · e8 re del nero · f8 alfiere del nero · h8 torre del nero · b7 pedone del nero · c7 pedone del nero · g7 pedone del nero · e6 alfiere del nero · f6 pedone del nero · h6 pedone del nero · a5 pedone del nero · f5 donna del nero · d4 donna del bianco · e4 cavallo del bianco · b3 pedone del bianco · a2 pedone del bianco · b2 alfiere del bianco · c2 pedone del bianco · f2 pedone del bianco · g2 pedone del bianco · h2 pedone del bianco · d1 torre del bianco · e1 torre del bianco · g1 re del bianco | a8 torre del nero · e8 re del nero · f8 alfiere del nero · h8 torre del nero · b7 pedone del nero · c7 pedone del nero · g7 pedone del nero · e6 alfiere del nero · f6 pedone del nero · h6 pedone del nero · a5 pedone del nero · f5 donna del nero · d4 donna del bianco · e4 cavallo del bianco · b3 pedone del bianco · a2 pedone del bianco · b2 alfiere del bianco · c2 pedone del bianco · f2 pedone del bianco · g2 pedone del bianco · h2 pedone del bianco · d1 torre del bianco · e1 torre del bianco · g1 re del bianco | a8 torre del nero · e8 re del nero · f8 alfiere del nero · h8 torre del nero · b7 pedone del nero · c7 pedone del nero · g7 pedone del nero · e6 alfiere del nero · f6 pedone del nero · h6 pedone del nero · a5 pedone del nero · f5 donna del nero · d4 donna del bianco · e4 cavallo del bianco · b3 pedone del bianco · a2 pedone del bianco · b2 alfiere del bianco · c2 pedone del bianco · f2 pedone del bianco · g2 pedone del bianco · h2 pedone del bianco · d1 torre del bianco · e1 torre del bianco · g1 re del bianco | 8 |
| 7 | a8 torre del nero · e8 re del nero · f8 alfiere del nero · h8 torre del nero · b7 pedone del nero · c7 pedone del nero · g7 pedone del nero · e6 alfiere del nero · f6 pedone del nero · h6 pedone del nero · a5 pedone del nero · f5 donna del nero · d4 donna del bianco · e4 cavallo del bianco · b3 pedone del bianco · a2 pedone del bianco · b2 alfiere del bianco · c2 pedone del bianco · f2 pedone del bianco · g2 pedone del bianco · h2 pedone del bianco · d1 torre del bianco · e1 torre del bianco · g1 re del bianco | a8 torre del nero · e8 re del nero · f8 alfiere del nero · h8 torre del nero · b7 pedone del nero · c7 pedone del nero · g7 pedone del nero · e6 alfiere del nero · f6 pedone del nero · h6 pedone del nero · a5 pedone del nero · f5 donna del nero · d4 donna del bianco · e4 cavallo del bianco · b3 pedone del bianco · a2 pedone del bianco · b2 alfiere del bianco · c2 pedone del bianco · f2 pedone del bianco · g2 pedone del bianco · h2 pedone del bianco · d1 torre del bianco · e1 torre del bianco · g1 re del bianco | a8 torre del nero · e8 re del nero · f8 alfiere del nero · h8 torre del nero · b7 pedone del nero · c7 pedone del nero · g7 pedone del nero · e6 alfiere del nero · f6 pedone del nero · h6 pedone del nero · a5 pedone del nero · f5 donna del nero · d4 donna del bianco · e4 cavallo del bianco · b3 pedone del bianco · a2 pedone del bianco · b2 alfiere del bianco · c2 pedone del bianco · f2 pedone del bianco · g2 pedone del bianco · h2 pedone del bianco · d1 torre del bianco · e1 torre del bianco · g1 re del bianco | a8 torre del nero · e8 re del nero · f8 alfiere del nero · h8 torre del nero · b7 pedone del nero · c7 pedone del nero · g7 pedone del nero · e6 alfiere del nero · f6 pedone del nero · h6 pedone del nero · a5 pedone del nero · f5 donna del nero · d4 donna del bianco · e4 cavallo del bianco · b3 pedone del bianco · a2 pedone del bianco · b2 alfiere del bianco · c2 pedone del bianco · f2 pedone del bianco · g2 pedone del bianco · h2 pedone del bianco · d1 torre del bianco · e1 torre del bianco · g1 re del bianco | a8 torre del nero · e8 re del nero · f8 alfiere del nero · h8 torre del nero · b7 pedone del nero · c7 pedone del nero · g7 pedone del nero · e6 alfiere del nero · f6 pedone del nero · h6 pedone del nero · a5 pedone del nero · f5 donna del nero · d4 donna del bianco · e4 cavallo del bianco · b3 pedone del bianco · a2 pedone del bianco · b2 alfiere del bianco · c2 pedone del bianco · f2 pedone del bianco · g2 pedone del bianco · h2 pedone del bianco · d1 torre del bianco · e1 torre del bianco · g1 re del bianco | a8 torre del nero · e8 re del nero · f8 alfiere del nero · h8 torre del nero · b7 pedone del nero · c7 pedone del nero · g7 pedone del nero · e6 alfiere del nero · f6 pedone del nero · h6 pedone del nero · a5 pedone del nero · f5 donna del nero · d4 donna del bianco · e4 cavallo del bianco · b3 pedone del bianco · a2 pedone del bianco · b2 alfiere del bianco · c2 pedone del bianco · f2 pedone del bianco · g2 pedone del bianco · h2 pedone del bianco · d1 torre del bianco · e1 torre del bianco · g1 re del bianco | a8 torre del nero · e8 re del nero · f8 alfiere del nero · h8 torre del nero · b7 pedone del nero · c7 pedone del nero · g7 pedone del nero · e6 alfiere del nero · f6 pedone del nero · h6 pedone del nero · a5 pedone del nero · f5 donna del nero · d4 donna del bianco · e4 cavallo del bianco · b3 pedone del bianco · a2 pedone del bianco · b2 alfiere del bianco · c2 pedone del bianco · f2 pedone del bianco · g2 pedone del bianco · h2 pedone del bianco · d1 torre del bianco · e1 torre del bianco · g1 re del bianco | a8 torre del nero · e8 re del nero · f8 alfiere del nero · h8 torre del nero · b7 pedone del nero · c7 pedone del nero · g7 pedone del nero · e6 alfiere del nero · f6 pedone del nero · h6 pedone del nero · a5 pedone del nero · f5 donna del nero · d4 donna del bianco · e4 cavallo del bianco · b3 pedone del bianco · a2 pedone del bianco · b2 alfiere del bianco · c2 pedone del bianco · f2 pedone del bianco · g2 pedone del bianco · h2 pedone del bianco · d1 torre del bianco · e1 torre del bianco · g1 re del bianco | 7 |
| 6 | a8 torre del nero · e8 re del nero · f8 alfiere del nero · h8 torre del nero · b7 pedone del nero · c7 pedone del nero · g7 pedone del nero · e6 alfiere del nero · f6 pedone del nero · h6 pedone del nero · a5 pedone del nero · f5 donna del nero · d4 donna del bianco · e4 cavallo del bianco · b3 pedone del bianco · a2 pedone del bianco · b2 alfiere del bianco · c2 pedone del bianco · f2 pedone del bianco · g2 pedone del bianco · h2 pedone del bianco · d1 torre del bianco · e1 torre del bianco · g1 re del bianco | a8 torre del nero · e8 re del nero · f8 alfiere del nero · h8 torre del nero · b7 pedone del nero · c7 pedone del nero · g7 pedone del nero · e6 alfiere del nero · f6 pedone del nero · h6 pedone del nero · a5 pedone del nero · f5 donna del nero · d4 donna del bianco · e4 cavallo del bianco · b3 pedone del bianco · a2 pedone del bianco · b2 alfiere del bianco · c2 pedone del bianco · f2 pedone del bianco · g2 pedone del bianco · h2 pedone del bianco · d1 torre del bianco · e1 torre del bianco · g1 re del bianco | a8 torre del nero · e8 re del nero · f8 alfiere del nero · h8 torre del nero · b7 pedone del nero · c7 pedone del nero · g7 pedone del nero · e6 alfiere del nero · f6 pedone del nero · h6 pedone del nero · a5 pedone del nero · f5 donna del nero · d4 donna del bianco · e4 cavallo del bianco · b3 pedone del bianco · a2 pedone del bianco · b2 alfiere del bianco · c2 pedone del bianco · f2 pedone del bianco · g2 pedone del bianco · h2 pedone del bianco · d1 torre del bianco · e1 torre del bianco · g1 re del bianco | a8 torre del nero · e8 re del nero · f8 alfiere del nero · h8 torre del nero · b7 pedone del nero · c7 pedone del nero · g7 pedone del nero · e6 alfiere del nero · f6 pedone del nero · h6 pedone del nero · a5 pedone del nero · f5 donna del nero · d4 donna del bianco · e4 cavallo del bianco · b3 pedone del bianco · a2 pedone del bianco · b2 alfiere del bianco · c2 pedone del bianco · f2 pedone del bianco · g2 pedone del bianco · h2 pedone del bianco · d1 torre del bianco · e1 torre del bianco · g1 re del bianco | a8 torre del nero · e8 re del nero · f8 alfiere del nero · h8 torre del nero · b7 pedone del nero · c7 pedone del nero · g7 pedone del nero · e6 alfiere del nero · f6 pedone del nero · h6 pedone del nero · a5 pedone del nero · f5 donna del nero · d4 donna del bianco · e4 cavallo del bianco · b3 pedone del bianco · a2 pedone del bianco · b2 alfiere del bianco · c2 pedone del bianco · f2 pedone del bianco · g2 pedone del bianco · h2 pedone del bianco · d1 torre del bianco · e1 torre del bianco · g1 re del bianco | a8 torre del nero · e8 re del nero · f8 alfiere del nero · h8 torre del nero · b7 pedone del nero · c7 pedone del nero · g7 pedone del nero · e6 alfiere del nero · f6 pedone del nero · h6 pedone del nero · a5 pedone del nero · f5 donna del nero · d4 donna del bianco · e4 cavallo del bianco · b3 pedone del bianco · a2 pedone del bianco · b2 alfiere del bianco · c2 pedone del bianco · f2 pedone del bianco · g2 pedone del bianco · h2 pedone del bianco · d1 torre del bianco · e1 torre del bianco · g1 re del bianco | a8 torre del nero · e8 re del nero · f8 alfiere del nero · h8 torre del nero · b7 pedone del nero · c7 pedone del nero · g7 pedone del nero · e6 alfiere del nero · f6 pedone del nero · h6 pedone del nero · a5 pedone del nero · f5 donna del nero · d4 donna del bianco · e4 cavallo del bianco · b3 pedone del bianco · a2 pedone del bianco · b2 alfiere del bianco · c2 pedone del bianco · f2 pedone del bianco · g2 pedone del bianco · h2 pedone del bianco · d1 torre del bianco · e1 torre del bianco · g1 re del bianco | a8 torre del nero · e8 re del nero · f8 alfiere del nero · h8 torre del nero · b7 pedone del nero · c7 pedone del nero · g7 pedone del nero · e6 alfiere del nero · f6 pedone del nero · h6 pedone del nero · a5 pedone del nero · f5 donna del nero · d4 donna del bianco · e4 cavallo del bianco · b3 pedone del bianco · a2 pedone del bianco · b2 alfiere del bianco · c2 pedone del bianco · f2 pedone del bianco · g2 pedone del bianco · h2 pedone del bianco · d1 torre del bianco · e1 torre del bianco · g1 re del bianco | 6 |
| 5 | a8 torre del nero · e8 re del nero · f8 alfiere del nero · h8 torre del nero · b7 pedone del nero · c7 pedone del nero · g7 pedone del nero · e6 alfiere del nero · f6 pedone del nero · h6 pedone del nero · a5 pedone del nero · f5 donna del nero · d4 donna del bianco · e4 cavallo del bianco · b3 pedone del bianco · a2 pedone del bianco · b2 alfiere del bianco · c2 pedone del bianco · f2 pedone del bianco · g2 pedone del bianco · h2 pedone del bianco · d1 torre del bianco · e1 torre del bianco · g1 re del bianco | a8 torre del nero · e8 re del nero · f8 alfiere del nero · h8 torre del nero · b7 pedone del nero · c7 pedone del nero · g7 pedone del nero · e6 alfiere del nero · f6 pedone del nero · h6 pedone del nero · a5 pedone del nero · f5 donna del nero · d4 donna del bianco · e4 cavallo del bianco · b3 pedone del bianco · a2 pedone del bianco · b2 alfiere del bianco · c2 pedone del bianco · f2 pedone del bianco · g2 pedone del bianco · h2 pedone del bianco · d1 torre del bianco · e1 torre del bianco · g1 re del bianco | a8 torre del nero · e8 re del nero · f8 alfiere del nero · h8 torre del nero · b7 pedone del nero · c7 pedone del nero · g7 pedone del nero · e6 alfiere del nero · f6 pedone del nero · h6 pedone del nero · a5 pedone del nero · f5 donna del nero · d4 donna del bianco · e4 cavallo del bianco · b3 pedone del bianco · a2 pedone del bianco · b2 alfiere del bianco · c2 pedone del bianco · f2 pedone del bianco · g2 pedone del bianco · h2 pedone del bianco · d1 torre del bianco · e1 torre del bianco · g1 re del bianco | a8 torre del nero · e8 re del nero · f8 alfiere del nero · h8 torre del nero · b7 pedone del nero · c7 pedone del nero · g7 pedone del nero · e6 alfiere del nero · f6 pedone del nero · h6 pedone del nero · a5 pedone del nero · f5 donna del nero · d4 donna del bianco · e4 cavallo del bianco · b3 pedone del bianco · a2 pedone del bianco · b2 alfiere del bianco · c2 pedone del bianco · f2 pedone del bianco · g2 pedone del bianco · h2 pedone del bianco · d1 torre del bianco · e1 torre del bianco · g1 re del bianco | a8 torre del nero · e8 re del nero · f8 alfiere del nero · h8 torre del nero · b7 pedone del nero · c7 pedone del nero · g7 pedone del nero · e6 alfiere del nero · f6 pedone del nero · h6 pedone del nero · a5 pedone del nero · f5 donna del nero · d4 donna del bianco · e4 cavallo del bianco · b3 pedone del bianco · a2 pedone del bianco · b2 alfiere del bianco · c2 pedone del bianco · f2 pedone del bianco · g2 pedone del bianco · h2 pedone del bianco · d1 torre del bianco · e1 torre del bianco · g1 re del bianco | a8 torre del nero · e8 re del nero · f8 alfiere del nero · h8 torre del nero · b7 pedone del nero · c7 pedone del nero · g7 pedone del nero · e6 alfiere del nero · f6 pedone del nero · h6 pedone del nero · a5 pedone del nero · f5 donna del nero · d4 donna del bianco · e4 cavallo del bianco · b3 pedone del bianco · a2 pedone del bianco · b2 alfiere del bianco · c2 pedone del bianco · f2 pedone del bianco · g2 pedone del bianco · h2 pedone del bianco · d1 torre del bianco · e1 torre del bianco · g1 re del bianco | a8 torre del nero · e8 re del nero · f8 alfiere del nero · h8 torre del nero · b7 pedone del nero · c7 pedone del nero · g7 pedone del nero · e6 alfiere del nero · f6 pedone del nero · h6 pedone del nero · a5 pedone del nero · f5 donna del nero · d4 donna del bianco · e4 cavallo del bianco · b3 pedone del bianco · a2 pedone del bianco · b2 alfiere del bianco · c2 pedone del bianco · f2 pedone del bianco · g2 pedone del bianco · h2 pedone del bianco · d1 torre del bianco · e1 torre del bianco · g1 re del bianco | a8 torre del nero · e8 re del nero · f8 alfiere del nero · h8 torre del nero · b7 pedone del nero · c7 pedone del nero · g7 pedone del nero · e6 alfiere del nero · f6 pedone del nero · h6 pedone del nero · a5 pedone del nero · f5 donna del nero · d4 donna del bianco · e4 cavallo del bianco · b3 pedone del bianco · a2 pedone del bianco · b2 alfiere del bianco · c2 pedone del bianco · f2 pedone del bianco · g2 pedone del bianco · h2 pedone del bianco · d1 torre del bianco · e1 torre del bianco · g1 re del bianco | 5 |
| 4 | a8 torre del nero · e8 re del nero · f8 alfiere del nero · h8 torre del nero · b7 pedone del nero · c7 pedone del nero · g7 pedone del nero · e6 alfiere del nero · f6 pedone del nero · h6 pedone del nero · a5 pedone del nero · f5 donna del nero · d4 donna del bianco · e4 cavallo del bianco · b3 pedone del bianco · a2 pedone del bianco · b2 alfiere del bianco · c2 pedone del bianco · f2 pedone del bianco · g2 pedone del bianco · h2 pedone del bianco · d1 torre del bianco · e1 torre del bianco · g1 re del bianco | a8 torre del nero · e8 re del nero · f8 alfiere del nero · h8 torre del nero · b7 pedone del nero · c7 pedone del nero · g7 pedone del nero · e6 alfiere del nero · f6 pedone del nero · h6 pedone del nero · a5 pedone del nero · f5 donna del nero · d4 donna del bianco · e4 cavallo del bianco · b3 pedone del bianco · a2 pedone del bianco · b2 alfiere del bianco · c2 pedone del bianco · f2 pedone del bianco · g2 pedone del bianco · h2 pedone del bianco · d1 torre del bianco · e1 torre del bianco · g1 re del bianco | a8 torre del nero · e8 re del nero · f8 alfiere del nero · h8 torre del nero · b7 pedone del nero · c7 pedone del nero · g7 pedone del nero · e6 alfiere del nero · f6 pedone del nero · h6 pedone del nero · a5 pedone del nero · f5 donna del nero · d4 donna del bianco · e4 cavallo del bianco · b3 pedone del bianco · a2 pedone del bianco · b2 alfiere del bianco · c2 pedone del bianco · f2 pedone del bianco · g2 pedone del bianco · h2 pedone del bianco · d1 torre del bianco · e1 torre del bianco · g1 re del bianco | a8 torre del nero · e8 re del nero · f8 alfiere del nero · h8 torre del nero · b7 pedone del nero · c7 pedone del nero · g7 pedone del nero · e6 alfiere del nero · f6 pedone del nero · h6 pedone del nero · a5 pedone del nero · f5 donna del nero · d4 donna del bianco · e4 cavallo del bianco · b3 pedone del bianco · a2 pedone del bianco · b2 alfiere del bianco · c2 pedone del bianco · f2 pedone del bianco · g2 pedone del bianco · h2 pedone del bianco · d1 torre del bianco · e1 torre del bianco · g1 re del bianco | a8 torre del nero · e8 re del nero · f8 alfiere del nero · h8 torre del nero · b7 pedone del nero · c7 pedone del nero · g7 pedone del nero · e6 alfiere del nero · f6 pedone del nero · h6 pedone del nero · a5 pedone del nero · f5 donna del nero · d4 donna del bianco · e4 cavallo del bianco · b3 pedone del bianco · a2 pedone del bianco · b2 alfiere del bianco · c2 pedone del bianco · f2 pedone del bianco · g2 pedone del bianco · h2 pedone del bianco · d1 torre del bianco · e1 torre del bianco · g1 re del bianco | a8 torre del nero · e8 re del nero · f8 alfiere del nero · h8 torre del nero · b7 pedone del nero · c7 pedone del nero · g7 pedone del nero · e6 alfiere del nero · f6 pedone del nero · h6 pedone del nero · a5 pedone del nero · f5 donna del nero · d4 donna del bianco · e4 cavallo del bianco · b3 pedone del bianco · a2 pedone del bianco · b2 alfiere del bianco · c2 pedone del bianco · f2 pedone del bianco · g2 pedone del bianco · h2 pedone del bianco · d1 torre del bianco · e1 torre del bianco · g1 re del bianco | a8 torre del nero · e8 re del nero · f8 alfiere del nero · h8 torre del nero · b7 pedone del nero · c7 pedone del nero · g7 pedone del nero · e6 alfiere del nero · f6 pedone del nero · h6 pedone del nero · a5 pedone del nero · f5 donna del nero · d4 donna del bianco · e4 cavallo del bianco · b3 pedone del bianco · a2 pedone del bianco · b2 alfiere del bianco · c2 pedone del bianco · f2 pedone del bianco · g2 pedone del bianco · h2 pedone del bianco · d1 torre del bianco · e1 torre del bianco · g1 re del bianco | a8 torre del nero · e8 re del nero · f8 alfiere del nero · h8 torre del nero · b7 pedone del nero · c7 pedone del nero · g7 pedone del nero · e6 alfiere del nero · f6 pedone del nero · h6 pedone del nero · a5 pedone del nero · f5 donna del nero · d4 donna del bianco · e4 cavallo del bianco · b3 pedone del bianco · a2 pedone del bianco · b2 alfiere del bianco · c2 pedone del bianco · f2 pedone del bianco · g2 pedone del bianco · h2 pedone del bianco · d1 torre del bianco · e1 torre del bianco · g1 re del bianco | 4 |
| 3 | a8 torre del nero · e8 re del nero · f8 alfiere del nero · h8 torre del nero · b7 pedone del nero · c7 pedone del nero · g7 pedone del nero · e6 alfiere del nero · f6 pedone del nero · h6 pedone del nero · a5 pedone del nero · f5 donna del nero · d4 donna del bianco · e4 cavallo del bianco · b3 pedone del bianco · a2 pedone del bianco · b2 alfiere del bianco · c2 pedone del bianco · f2 pedone del bianco · g2 pedone del bianco · h2 pedone del bianco · d1 torre del bianco · e1 torre del bianco · g1 re del bianco | a8 torre del nero · e8 re del nero · f8 alfiere del nero · h8 torre del nero · b7 pedone del nero · c7 pedone del nero · g7 pedone del nero · e6 alfiere del nero · f6 pedone del nero · h6 pedone del nero · a5 pedone del nero · f5 donna del nero · d4 donna del bianco · e4 cavallo del bianco · b3 pedone del bianco · a2 pedone del bianco · b2 alfiere del bianco · c2 pedone del bianco · f2 pedone del bianco · g2 pedone del bianco · h2 pedone del bianco · d1 torre del bianco · e1 torre del bianco · g1 re del bianco | a8 torre del nero · e8 re del nero · f8 alfiere del nero · h8 torre del nero · b7 pedone del nero · c7 pedone del nero · g7 pedone del nero · e6 alfiere del nero · f6 pedone del nero · h6 pedone del nero · a5 pedone del nero · f5 donna del nero · d4 donna del bianco · e4 cavallo del bianco · b3 pedone del bianco · a2 pedone del bianco · b2 alfiere del bianco · c2 pedone del bianco · f2 pedone del bianco · g2 pedone del bianco · h2 pedone del bianco · d1 torre del bianco · e1 torre del bianco · g1 re del bianco | a8 torre del nero · e8 re del nero · f8 alfiere del nero · h8 torre del nero · b7 pedone del nero · c7 pedone del nero · g7 pedone del nero · e6 alfiere del nero · f6 pedone del nero · h6 pedone del nero · a5 pedone del nero · f5 donna del nero · d4 donna del bianco · e4 cavallo del bianco · b3 pedone del bianco · a2 pedone del bianco · b2 alfiere del bianco · c2 pedone del bianco · f2 pedone del bianco · g2 pedone del bianco · h2 pedone del bianco · d1 torre del bianco · e1 torre del bianco · g1 re del bianco | a8 torre del nero · e8 re del nero · f8 alfiere del nero · h8 torre del nero · b7 pedone del nero · c7 pedone del nero · g7 pedone del nero · e6 alfiere del nero · f6 pedone del nero · h6 pedone del nero · a5 pedone del nero · f5 donna del nero · d4 donna del bianco · e4 cavallo del bianco · b3 pedone del bianco · a2 pedone del bianco · b2 alfiere del bianco · c2 pedone del bianco · f2 pedone del bianco · g2 pedone del bianco · h2 pedone del bianco · d1 torre del bianco · e1 torre del bianco · g1 re del bianco | a8 torre del nero · e8 re del nero · f8 alfiere del nero · h8 torre del nero · b7 pedone del nero · c7 pedone del nero · g7 pedone del nero · e6 alfiere del nero · f6 pedone del nero · h6 pedone del nero · a5 pedone del nero · f5 donna del nero · d4 donna del bianco · e4 cavallo del bianco · b3 pedone del bianco · a2 pedone del bianco · b2 alfiere del bianco · c2 pedone del bianco · f2 pedone del bianco · g2 pedone del bianco · h2 pedone del bianco · d1 torre del bianco · e1 torre del bianco · g1 re del bianco | a8 torre del nero · e8 re del nero · f8 alfiere del nero · h8 torre del nero · b7 pedone del nero · c7 pedone del nero · g7 pedone del nero · e6 alfiere del nero · f6 pedone del nero · h6 pedone del nero · a5 pedone del nero · f5 donna del nero · d4 donna del bianco · e4 cavallo del bianco · b3 pedone del bianco · a2 pedone del bianco · b2 alfiere del bianco · c2 pedone del bianco · f2 pedone del bianco · g2 pedone del bianco · h2 pedone del bianco · d1 torre del bianco · e1 torre del bianco · g1 re del bianco | a8 torre del nero · e8 re del nero · f8 alfiere del nero · h8 torre del nero · b7 pedone del nero · c7 pedone del nero · g7 pedone del nero · e6 alfiere del nero · f6 pedone del nero · h6 pedone del nero · a5 pedone del nero · f5 donna del nero · d4 donna del bianco · e4 cavallo del bianco · b3 pedone del bianco · a2 pedone del bianco · b2 alfiere del bianco · c2 pedone del bianco · f2 pedone del bianco · g2 pedone del bianco · h2 pedone del bianco · d1 torre del bianco · e1 torre del bianco · g1 re del bianco | 3 |
| 2 | a8 torre del nero · e8 re del nero · f8 alfiere del nero · h8 torre del nero · b7 pedone del nero · c7 pedone del nero · g7 pedone del nero · e6 alfiere del nero · f6 pedone del nero · h6 pedone del nero · a5 pedone del nero · f5 donna del nero · d4 donna del bianco · e4 cavallo del bianco · b3 pedone del bianco · a2 pedone del bianco · b2 alfiere del bianco · c2 pedone del bianco · f2 pedone del bianco · g2 pedone del bianco · h2 pedone del bianco · d1 torre del bianco · e1 torre del bianco · g1 re del bianco | a8 torre del nero · e8 re del nero · f8 alfiere del nero · h8 torre del nero · b7 pedone del nero · c7 pedone del nero · g7 pedone del nero · e6 alfiere del nero · f6 pedone del nero · h6 pedone del nero · a5 pedone del nero · f5 donna del nero · d4 donna del bianco · e4 cavallo del bianco · b3 pedone del bianco · a2 pedone del bianco · b2 alfiere del bianco · c2 pedone del bianco · f2 pedone del bianco · g2 pedone del bianco · h2 pedone del bianco · d1 torre del bianco · e1 torre del bianco · g1 re del bianco | a8 torre del nero · e8 re del nero · f8 alfiere del nero · h8 torre del nero · b7 pedone del nero · c7 pedone del nero · g7 pedone del nero · e6 alfiere del nero · f6 pedone del nero · h6 pedone del nero · a5 pedone del nero · f5 donna del nero · d4 donna del bianco · e4 cavallo del bianco · b3 pedone del bianco · a2 pedone del bianco · b2 alfiere del bianco · c2 pedone del bianco · f2 pedone del bianco · g2 pedone del bianco · h2 pedone del bianco · d1 torre del bianco · e1 torre del bianco · g1 re del bianco | a8 torre del nero · e8 re del nero · f8 alfiere del nero · h8 torre del nero · b7 pedone del nero · c7 pedone del nero · g7 pedone del nero · e6 alfiere del nero · f6 pedone del nero · h6 pedone del nero · a5 pedone del nero · f5 donna del nero · d4 donna del bianco · e4 cavallo del bianco · b3 pedone del bianco · a2 pedone del bianco · b2 alfiere del bianco · c2 pedone del bianco · f2 pedone del bianco · g2 pedone del bianco · h2 pedone del bianco · d1 torre del bianco · e1 torre del bianco · g1 re del bianco | a8 torre del nero · e8 re del nero · f8 alfiere del nero · h8 torre del nero · b7 pedone del nero · c7 pedone del nero · g7 pedone del nero · e6 alfiere del nero · f6 pedone del nero · h6 pedone del nero · a5 pedone del nero · f5 donna del nero · d4 donna del bianco · e4 cavallo del bianco · b3 pedone del bianco · a2 pedone del bianco · b2 alfiere del bianco · c2 pedone del bianco · f2 pedone del bianco · g2 pedone del bianco · h2 pedone del bianco · d1 torre del bianco · e1 torre del bianco · g1 re del bianco | a8 torre del nero · e8 re del nero · f8 alfiere del nero · h8 torre del nero · b7 pedone del nero · c7 pedone del nero · g7 pedone del nero · e6 alfiere del nero · f6 pedone del nero · h6 pedone del nero · a5 pedone del nero · f5 donna del nero · d4 donna del bianco · e4 cavallo del bianco · b3 pedone del bianco · a2 pedone del bianco · b2 alfiere del bianco · c2 pedone del bianco · f2 pedone del bianco · g2 pedone del bianco · h2 pedone del bianco · d1 torre del bianco · e1 torre del bianco · g1 re del bianco | a8 torre del nero · e8 re del nero · f8 alfiere del nero · h8 torre del nero · b7 pedone del nero · c7 pedone del nero · g7 pedone del nero · e6 alfiere del nero · f6 pedone del nero · h6 pedone del nero · a5 pedone del nero · f5 donna del nero · d4 donna del bianco · e4 cavallo del bianco · b3 pedone del bianco · a2 pedone del bianco · b2 alfiere del bianco · c2 pedone del bianco · f2 pedone del bianco · g2 pedone del bianco · h2 pedone del bianco · d1 torre del bianco · e1 torre del bianco · g1 re del bianco | a8 torre del nero · e8 re del nero · f8 alfiere del nero · h8 torre del nero · b7 pedone del nero · c7 pedone del nero · g7 pedone del nero · e6 alfiere del nero · f6 pedone del nero · h6 pedone del nero · a5 pedone del nero · f5 donna del nero · d4 donna del bianco · e4 cavallo del bianco · b3 pedone del bianco · a2 pedone del bianco · b2 alfiere del bianco · c2 pedone del bianco · f2 pedone del bianco · g2 pedone del bianco · h2 pedone del bianco · d1 torre del bianco · e1 torre del bianco · g1 re del bianco | 2 |
| 1 | a8 torre del nero · e8 re del nero · f8 alfiere del nero · h8 torre del nero · b7 pedone del nero · c7 pedone del nero · g7 pedone del nero · e6 alfiere del nero · f6 pedone del nero · h6 pedone del nero · a5 pedone del nero · f5 donna del nero · d4 donna del bianco · e4 cavallo del bianco · b3 pedone del bianco · a2 pedone del bianco · b2 alfiere del bianco · c2 pedone del bianco · f2 pedone del bianco · g2 pedone del bianco · h2 pedone del bianco · d1 torre del bianco · e1 torre del bianco · g1 re del bianco | a8 torre del nero · e8 re del nero · f8 alfiere del nero · h8 torre del nero · b7 pedone del nero · c7 pedone del nero · g7 pedone del nero · e6 alfiere del nero · f6 pedone del nero · h6 pedone del nero · a5 pedone del nero · f5 donna del nero · d4 donna del bianco · e4 cavallo del bianco · b3 pedone del bianco · a2 pedone del bianco · b2 alfiere del bianco · c2 pedone del bianco · f2 pedone del bianco · g2 pedone del bianco · h2 pedone del bianco · d1 torre del bianco · e1 torre del bianco · g1 re del bianco | a8 torre del nero · e8 re del nero · f8 alfiere del nero · h8 torre del nero · b7 pedone del nero · c7 pedone del nero · g7 pedone del nero · e6 alfiere del nero · f6 pedone del nero · h6 pedone del nero · a5 pedone del nero · f5 donna del nero · d4 donna del bianco · e4 cavallo del bianco · b3 pedone del bianco · a2 pedone del bianco · b2 alfiere del bianco · c2 pedone del bianco · f2 pedone del bianco · g2 pedone del bianco · h2 pedone del bianco · d1 torre del bianco · e1 torre del bianco · g1 re del bianco | a8 torre del nero · e8 re del nero · f8 alfiere del nero · h8 torre del nero · b7 pedone del nero · c7 pedone del nero · g7 pedone del nero · e6 alfiere del nero · f6 pedone del nero · h6 pedone del nero · a5 pedone del nero · f5 donna del nero · d4 donna del bianco · e4 cavallo del bianco · b3 pedone del bianco · a2 pedone del bianco · b2 alfiere del bianco · c2 pedone del bianco · f2 pedone del bianco · g2 pedone del bianco · h2 pedone del bianco · d1 torre del bianco · e1 torre del bianco · g1 re del bianco | a8 torre del nero · e8 re del nero · f8 alfiere del nero · h8 torre del nero · b7 pedone del nero · c7 pedone del nero · g7 pedone del nero · e6 alfiere del nero · f6 pedone del nero · h6 pedone del nero · a5 pedone del nero · f5 donna del nero · d4 donna del bianco · e4 cavallo del bianco · b3 pedone del bianco · a2 pedone del bianco · b2 alfiere del bianco · c2 pedone del bianco · f2 pedone del bianco · g2 pedone del bianco · h2 pedone del bianco · d1 torre del bianco · e1 torre del bianco · g1 re del bianco | a8 torre del nero · e8 re del nero · f8 alfiere del nero · h8 torre del nero · b7 pedone del nero · c7 pedone del nero · g7 pedone del nero · e6 alfiere del nero · f6 pedone del nero · h6 pedone del nero · a5 pedone del nero · f5 donna del nero · d4 donna del bianco · e4 cavallo del bianco · b3 pedone del bianco · a2 pedone del bianco · b2 alfiere del bianco · c2 pedone del bianco · f2 pedone del bianco · g2 pedone del bianco · h2 pedone del bianco · d1 torre del bianco · e1 torre del bianco · g1 re del bianco | a8 torre del nero · e8 re del nero · f8 alfiere del nero · h8 torre del nero · b7 pedone del nero · c7 pedone del nero · g7 pedone del nero · e6 alfiere del nero · f6 pedone del nero · h6 pedone del nero · a5 pedone del nero · f5 donna del nero · d4 donna del bianco · e4 cavallo del bianco · b3 pedone del bianco · a2 pedone del bianco · b2 alfiere del bianco · c2 pedone del bianco · f2 pedone del bianco · g2 pedone del bianco · h2 pedone del bianco · d1 torre del bianco · e1 torre del bianco · g1 re del bianco | a8 torre del nero · e8 re del nero · f8 alfiere del nero · h8 torre del nero · b7 pedone del nero · c7 pedone del nero · g7 pedone del nero · e6 alfiere del nero · f6 pedone del nero · h6 pedone del nero · a5 pedone del nero · f5 donna del nero · d4 donna del bianco · e4 cavallo del bianco · b3 pedone del bianco · a2 pedone del bianco · b2 alfiere del bianco · c2 pedone del bianco · f2 pedone del bianco · g2 pedone del bianco · h2 pedone del bianco · d1 torre del bianco · e1 torre del bianco · g1 re del bianco | 1 |
|   | a | b | c | d | e | f | g | h |   |

La partita che segue, riportata su manuali e rubriche di scacchi, è forse la più celebre delle miniature di Pollock:
Pollock - Alleati (Buffalo, 1893)
Difesa dei Due Cavalli (C56)
1.e4 e5 2.Cf3 Cc6 3.Ac4 Cf6 4.d4
Questa continuazione è nota come Attacco Lange, dal nome del teorico tedesco Max Lange (1832-1899) che iniziò a sperimentarla nel 1854, e che cominciò ad affermarsi negli anni ’20 del XX secolo per merito precipuo dei grandi maestri internazionali Savelij Tartakower e Esteban Canal. Si tratta di una continuazione che porta a un gioco molto complicato e non privo di rischi tanto per il Bianco quanto per il Nero.
4. … exd4 5.O-O Cxe4 6.Te1
A 6.Cc3 il Nero non deve rispondere con 6. … dxc3 per 7.Axf7+ Rxf7 8.Dd5+ Re8 9.Te1 e neppure con 6 … Cd6 per 7.Cd5 Cxc4 8.Ag5, bensì deve proseguire con 6. … Cxc3 7.bxc3 d5 8.Ab5 Ae7.
6. … d5 7.Axd5 Dxd5 8.Cc3 Df5
La teoria a questo punto prevede 8. … Da5, come nella partita Alexander - Euwe (Amsterdam, 1949), oppure 8. … Dh5 o anche 8. … Dd8.
La mossa del testo concede al Bianco il dominio delle colonne centrali.
9.Cxe4 Ae6 10.Cxd4 Cxd4 11.Dxd4
Il Nero si trova ora in una situazione critica, essendo impossibilitato a mettere al sicuro il proprio Re mediante l’arrocco.
11. … h6 12.b3 a6 13.Ab2 a5 14.Tad1 f6
Nel suo libro Teoria e pratica degli scacchi, Aleksandr Koblentz osserva a questo punto: «“Non si può giocare così in apertura!” esclamerà dopo un rapido sguardo il Lettore anche meno esperto. Ed infatti per aver trasgredito i principi delle aperture il Nero è stato severamente punito».
15.Dd7+
Un brillante sacrificio di deviazione che apre la colonna “e” al Bianco.
15. … Axd7 16.Cd6+
Scacco doppio e di scoperta; il Nero è perciò obbligato a spostare il Re.
16. … Rd8 17.Cf7+ Rc8 18.Te8+
Secondo sacrificio che permette al Bianco di aprire anche la colonna “d”.
18. … Axe8 19.Td8# 1-0
Per altre annotazioni su questa partita, vedere sul sito in lingua inglese
http://www.chessgames.com/perl/chessgame?gid=1224601